# Bajkowszczyzna
Bajkowszczyzna (lit. Baikovščizna) – dawny chutor na Litwie, w okręgu wileńskim, w rejonie święciańskim, w gminie Strunojcie.
W 2015 roku miejscowość została zlikwidowana.

## Historia
W czasach zaborów folwark w gminie Łyngmiany, w powiecie święciańskim, w guberni wileńskiej Imperium Rosyjskiego. W 1905 roku folwark liczył 10 mieszkańców, 60 dziesięcin, własność Dowgiałły.
W dwudziestoleciu międzywojennym folwark leżał w Polsce, w województwie wileńskim, w powiecie święciańskim, w gminie Łyngmiany.
W 1931 w 3 domach zamieszkiwały 23 osoby.
Od 1945 roku w Litewskiej Socjalistycznej Republice Radzieckiej.
Od 1991 roku na niepodległej Litwie.